# Black & White: Creature Isle
Black & White: Creature Isle è un'espansione del videogioco Black & White, sviluppata dai Lionhead Studios e pubblicata dalla Electronic Arts con la Feral Interactive nel 2002.
Il gioco pur presentando una grafica simile al primo capitolo (infatti anch'esso presenta paesaggio unità e strutture 3D), è un software stand-alone, poiché non richiede il gioco originario per essere utilizzata.

## Differenze con il primoBlack & White
Le principali differenze con il titolo base sono:
- Non esistono altre divinità oltre a quella impersonata dal giocatore
- Tutto il videogioco e soprattutto i personaggi sono meglio controllati dall'intelligenza artificiale, che funziona in modo complesso con script
- I personaggi possono avere anche degli animali domestici
- Esiste un animale femmina detta Eve, e la creatura maschio controllato dal giocatore deve trovarla e diventarne il compagno.